# Galium pilosum
Galium pilosum är en måreväxtart som beskrevs av William Aiton. Galium pilosum ingår i släktet måror, och familjen måreväxter. Inga underarter finns listade i Catalogue of Life.